# بريدي هانغيلاند
بريدي باويلسن هانغيلاند ، من مواليد 20 يونيو 1981 في تكساس,هيوستن في الولايات المتحدة ، لاعب كرة قدم نرويجي ولد في الولايات المتحدة ويلعب حاليا مع فولهام الإنجليزي ومنتخب النرويج .

## روابط خارجية
- بريدي هانغيلاند على موقع الاتحاد الأوربي (الإنجليزية)
- بريدي هانغيلاند على موقع اتحاد النرويج (النرويجية)
- بريدي هانغيلاند على موقع قاعدة بيانات كرة القدم.إي يو (الإنجليزية)
- بريدي هانغيلاند على موقع ناشيونال فوتبول تيمز (الإنجليزية)
- بريدي هانغيلاند على موقع Soccerbase.com (لاعب) (الإنجليزية)
- بريدي هانغيلاند على موقع Soccerway.com (الإنجليزية)
- بريدي هانغيلاند على موقع عالم كرة القدم.نت (الإنجليزية)
- بريدي هانغيلاند على موقع كووورة